# Lješevići
Lješevići (en serbe cyrillique : Љешевићи) est un village du sud-ouest du Monténégro, dans la municipalité de Kotor.

## Démographie

### Évolution historique de la population
| 1948 | 1953 | 1961 | 1971 | 1981 | 1991 | 2003 |
| ---- | ---- | ---- | ---- | ---- | ---- | ---- |
| 159  | 175  | 150  | 130  | 119  | 122  | 150  |